# Gobelin
Gobelin er et vævet billedtæppe. Betegnelsen "gobelin" bruges i dag om alle vævede tapeter, men navnet er egentlig knyttet til kvarteret les Gobelins i Paris. I 1607 oprettede Henrik IV et væveri der, og det blev opkaldt efter kvarteret. I 1667 blev det indlemmet i "Manufacture royale des Meubles de la Couronne". Tekstilerne herfra kaldtes "gobeliner", men navnet blev også anvendt om "billedvævede tapeter" fra Italien, Flandern, Danmark etc. 
De ældste billedvævninger er fra egyptiske kongegrave fra ca. år 1500 f. Kr. Via kopterne, der vævede med enkelttråde af skiftende farver, blev teknikken spredt i det østromerske kejserrige. I romansk tid blev de meget anvendt i kirkerne, men der er ikke er bevaret nogen i Danmark. (Bayeux-tapetet er broderet og ikke en gobelin; den viser Vilhelm Erobrerens indtagelse af England i 1066).
Da vævningen er en meget langsommelig proces, var gobeliner meget kostbare. Derfor blev der i 1700-tallet anvendt malede efterligninger, de såkaldte safttapeter. 

## Danske samlinger
Betydelige gobelinsamlinger i Danmark:
- Kronborg Slot og Nationalmuseet: Kong Frederik 2. lod 1581-85 kunstneren Hans Knieper udføre en serie på 43 tæpper til riddersalen på Kronborg. De viste ikke mindre end 100 konger af Danmark. Af denne serie er der 14 tæpper tilbage i dag, delt mellem Kronborg og Nationalmuseet. Frederik 2.s bordhimmel hører med hertil.
- Rosenborg Slot: I riddersalen findes en serie med 12 tæpper, der viser sejrene i Skånske krig 1675-79. Tapeterne blev fremstillet under ledelse af den flamske Bernt van der Eichen, og de var færdige 1693.
- Frederiksborg Slots gobeliner og tapeter var Kunstmaler C.N. Overgaards største enkeltstående opgave, og den der tog længst tid. Vævningen af gobelinerne varede fra 1900-1928. F. Meldahl og brygger I.C.Jacobsen mente, at det var billigere at fremstille dem selv, end at lade Les Gobelin i Paris væve dem, og at det samtidig ville være til stor gavn for dansk kunsthåndværk. Det medførte også, at de danske gobelin vævere fik opgaver til Københavns Rådhus og Christiansborg Slot. C.N. Overgaard blev fastansat og leder for fremstillingen af gobelinerne og tapeterne. Der blev sat to gobelinvæve op i to herskabslejligheder på H.C. Andersens Boulevard 42. Væveriet var under ledelse af Johanne Bindesbøll, Kristiane Konstantin Hansen,Louise Dahlerup og Betty Månsson.
- Christiansborg Slot fik i år 2000 en meget vigtig tilføjelse med Dronning Margrethes Gobeliner. Det er nyvævede tapeter med motiver fra Danmarks historie i riddersalen. De er udført i Paris 1990-99 efter forlæg af kunstneren Bjørn Nørgaard, hvis skitser og kartoner i naturlig størrelse kan ses på KØS (tidligere Køge Skitsesamling) i Køge.
- Herregården Gammel Estrup på Djursland ejer en serie tapeter, der viser Skeel-slægtens otte herregårde i 1600-tallets anden halvdel.
- Herregården Rosenholm på Djursland rummer en stor samling flamske og franske vævede tapeter fra 1650 til 1720, anskaffet af statsminister Iver Rosenkrantz.

## Andre gobeliner
- Bayeux-tapetet
- Osebergtapetet
- Damen og enhjørningen